# Gert Olsson
Gert Ingvar Olsson, född 1 februari 1933 i Norra Mellby församling, Kristianstads län, död 27 februari 2015 i Vänersborg och Väne-Ryrs församling, var en svensk arkitekt.
Efter studentexamen i Lund 1958 utexaminerades Olsson från Chalmers tekniska högskola 1964. Han blev stadsarkitekt i Söderhamns stad 1966, byrådirektör vid länsstyrelsen i Älvsborgs läns planeringsavdelnings planenhet 1971 och biträdande länsarkitekt där 1979. Han bedrev även egen arkitektverksamhet.